# Hugo Foltýn
Hugo Foltýn (* 30. April 1906 in Brünn; † 24. August 1944 im KZ Buchenwald) war ein tschechischer Architekt und Hochschullehrer.

## Leben
Nach dem Architekturstudium an der Tschechischen Technischen Hochschule zu Brünn machte Hugo Foltýn 1931 sein Diplom bei Professor Jiří Kroha.
Von 1931 bis 1933 absolvierte er seinen Militärdienst in Chust (Ukraine). Ab 1932 studierte er dort die ruthenische Volksarchitektur als Vorbereitung auf seine Dissertation (die Dokumente wurden im Zweiten Weltkrieg vernichtet). Von 1934 bis 1935 sammelte er Erfahrung bei der  Westslowakischen Baugesellschaft  in Holíče (Slowakei). Von 1935 bis 1943 war er Professor an der Höheren Gewerbeschule in České Budějovice.
1943 trat er in die Widerstandsbewegung ein, er wurde daraufhin inhaftiert. Später wurde er in das KZ Auschwitz überstellt und von dort in das KZ Buchenwald verlegt. Er starb bei einem Luftangriff im KZ Buchenwald.

## Ausgewählte Bauwerke
- 1926–1927: Entwurf für eine Kirche in Prag-Vršovice (mit Vladimír Bouček)
- 1929: Entwurf für ein Sportstadion in Prag-Braník (mit Zdeněk Michálek, Miroslav Putna, Antonín Kurial)
- 1928: Interieur des Industrie- und Handelspalastes auf dem Landes-Messegelände in Brno-Pisárky, (mit Josef Kalous, J. Valenta).
- 1928: Doppelhaushälfte auf der Werkbundsiedlung  Werkbundsiedlung Nový Dům (Das neue Haus), Žabovřesky, Drnovická ul.
- 1930: Wettbewerbsentwurf für das Hotel Morava in Tatranská Lomnica
- 1936: Einfamilienhaus, České Budějovice
- 1936: Inneneinrichtung für das Büro des Bürgermeisters in České Budějovice
- 1938: Interieur des eigenen Hauses, České Budějovice
- 1940: Wettbewerbsentwurf für eine Schule in Týn nad Vltavou (zusammen mit Hynek Schneider)
- 1941: Entwurf für ein Kurbad in Týn nad Vltavou (zusammen mit Hynek Schneider)
- 1941: Divci Steinhaus auf der Moldau
- 1941: Wettbewerbsentwurf für Häuser mit kleinen Wohnungen in Týn nad Vltavou (zusammen mit Hynek Schneider)
- 1942: Polizei-Stadion, Náchod (Projekt mit Lev Krča).
- 1942: Inneneinrichtung für ein Prager Hotel sowie für die Firma Klementová in Prag (unvollendet)